# Тайният щаб
„Тайният щаб“ (на английски: Secret Headquarters) е американски филм със супергерои от 2022 г. на режисьорите Хенри Джуст и Ариел Шулман. Във филма участват Оуен Уилсън, Уолкър Скобел, Джеси Уилямс, Кийт Уилямс, Момона Тамада, Чарлс Мелтън и Майкъл Пеня.
Филмът е пуснат в Съединените щати на 12 август 2022 г. в стрийминг платформата „Парамаунт+“.